# Live Oak, Texas
Live Oak là một thành phố thuộc quận Bexar, tiểu bang Texas, Hoa Kỳ. Năm 2010, dân số của xã này là 13131 người.

## Dân số
- Dân số năm 2000: 9156 người.
- Dân số năm 2010: 13131 người.